# Michael Lapsley

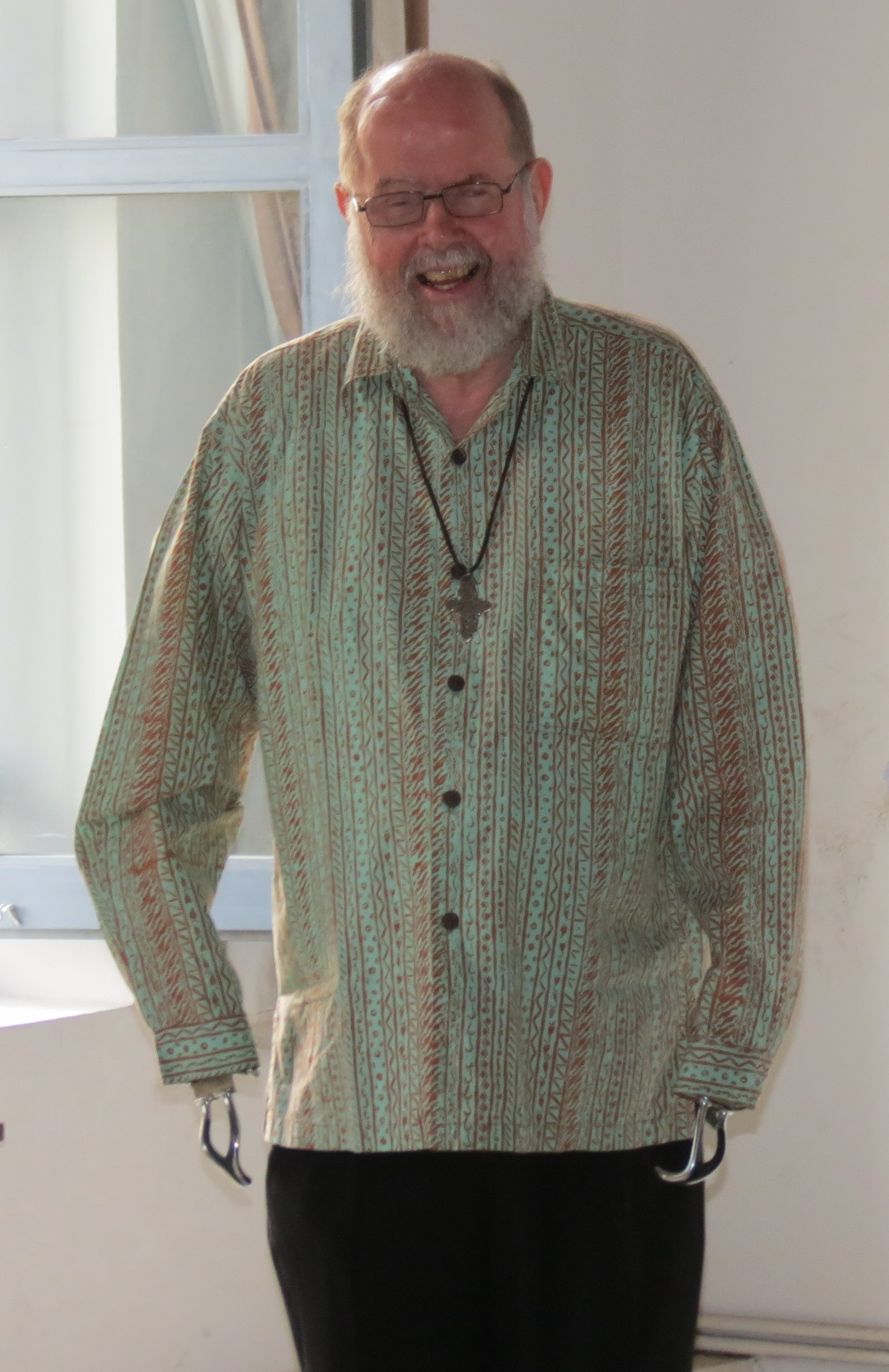
Michael Lapsley in Beirut (2017)

Alan Michael Lapsley (* 2. Juni 1949 in Hastings (Neuseeland)) ist ein anglikanischer Priester und Anti-Apartheid-Aktivist. Er gehört zum anglikanischen Orden der Society of the Sacred Mission (SSM).
Im Alter von dreizehn Jahren las er das Buch Naught for Your Comfort (1956) von Trevor Huddleston, dessen Inhalte einen tiefen Eindruck auf ihn ausgeübt haben sollen. Lapsley studierte in Australien und wurde dort ordiniert. 1973 ging er zur Fortsetzung des Studiums nach Durban, Südafrika, wo er später als Kaplan für die Studierenden aller Hautfarben an den Universitäten von Durban arbeitete. 1976 begann er sich für Schulkinder einzusetzen, die zu jener Zeit Angst haben mussten, erschossen oder verhaftet und gefoltert zu werden.
Im September 1976 wurde Lapsley des Landes verwiesen und ging zunächst nach Lesotho, wo er Pfarrer für die Exilgemeinden des Afrikanischen Nationalkongresses wurde, den er auch auf Auslandsreisen unterstützte. 1982 zog er nach Simbabwe. Dort wurde ihm 1990, drei Monate nach der Freilassung von Nelson Mandela, vom Civil Cooperation Bureau, einer Einheit der South African Defence Force, eine Briefbombe geschickt, bei deren Explosion er beide Hände und ein Auge verlor.
Nach seiner Genesung kehrte Michael Lapsley 1992 nach Südafrika zurück, wo er 1993 Kaplan des Trauma Centre for Victims of Violence and Torture in Kapstadt wurde, das die Arbeit der südafrikanischen Wahrheits- und Versöhnungskommission unterstützte. 1998 gründete er ebenfalls in Kapstadt das Institute for the Healing of Memories (IHOM), dem er seitdem als Direktor vorsteht.
Lapsley wurde von der Universität von KwaZulu-Natal, von der Macquarie University in Sydney, dem Virginia Theological Seminary, der Liverpool Hope University und der Rhodes-Universität mit Ehrendoktorwürden ausgezeichnet. Von der neuseeländischen Regierung erhielt er die Queen’s Service Medal, von der südafrikanischen Provinz Westkap den Order of the Disa. Er ist neuseeländischer Honorarkonsul in Kapstadt. In Ghana wurde die Entwicklungshilfeorganisation Michael Lapsley Foundation nach ihm benannt.

## Schriften (Auswahl)
- Redeeming the Past: My Journey from Freedom Fighter to Healer. 2012 (Autobiographie)
  - deutsch als Mit den Narben der Apartheid. Barbara Budrich, Opladen 2014, ISBN 978-3-8474-0443-9.